# Эмма (имя)
Э́мма (англ. Emma) — женское имя. Родственные имена: Эмилия, Эмми, Ирма и пр. Возможно, изначально это было немецкое имя, означающее «целый» или «всеобщий». По второй версии, имя Эмма образовано от еврейского мужского имени Эммануэль, в переводе означающее «Бог с нами». По третьей версии, имя Эмма имеет латинские корни, переводится как «драгоценная», «душевная». Следующей версией является мусульманское происхождение имени Эмма. В переводе с арабского языка означает «верная», «спокойная», «надежная». Также возможно ивритское происхождение, от еврейского — и́ма (ивр. אמא‎, мама). Одной из самых ранних носительниц этого имени была Эмма Нормандская, жена короля Этельреда (II) Неразумного. Это имя носила святая одиннадцатого века. После вторжения норманнов это имя распространилось в Англии.
В настоящее время имя распространено в США, Великобритании, Ирландии, Франции, Швеции, Бельгии, Канаде, Австралии, Армении, Норвегии, Новой Зеландии, Венгрии, Финляндии, Дании, Германии, Нидерландах, Испании, Польше, России, Израиле.

## Персоналии
- Эмма Баварская (ок. 808—876) — 2-я королева Баварии (827—843), 1-я королева Восточно-Франкского королевства (843—876).
- Эмма Вальдек-Пирмонтская (1858—1934) — королева-консорт Нидерландов в 1879—1890 годах.
- Эмма Гуркская (980—1045) — святая Римско-Католической Церкви.
- Эмма Италийская (948— после 988) — французская королева в 965—986 гг.
- Эмма Нормандская (ок. 982—1052) — королева Англии (1002—1013), королева Дании (1017—1035), королева Норвегии (1028—1035).
- Эмма Орбах (род. 1955) — британская уэльская отшельница, знаменитая жизнью вне всяких благ цивилизации в доме-землянке.
- Эмма Французская (894—934) — королева Западно-Франкского королевства (923—934).
- Эмма Чешская (ок. 950—1006) — княгиня Чехии.

## Имя в искусстве
- Эмма Беккер — главная героиня прозаического произведения «Лживая игра» Сары Шепард.
- Эмма — героиня канадского анимационного телесериала «Stoked (Волны)».
- Эмма Бовари — героиня романа «Госпожа Бовари» или «Мадам Бовари» (фр. Madame Bovary) — роман Гюстава Флобера, впервые напечатанный в 1856 году. Считается одним из шедевров мировой литературы.
- Эмма Браун — главная героиня незаконченного романа Шарлотты Бронте «Эмма».
- Эмма Вудхаус — главная героиня романа Джейн Остин «Эмма».
- Эмма Геллер-Грин — дочь Рэйчел Грин и Росса Геллер из американского телевизионного сериала «Друзья».
- Эмма Гилберт — героиня австралийского молодёжного телесериала «H2O:Просто добавь воды».
- Эмма Джордж — главная героиня из предстоящей книги «Одиссей».
- Эмма Кулидж — персонаж из американского фантастического телесериала «Герои».
- Эмма Нельсон — героиня канадской молодёжной драмы «Деграсси: Следующее поколение».
- Эмма Пил — одна из главных персонажей английского телесериала Мстители, агент английской разведки.
- Эмма Пилсбури — героиня американского телесериала с элементами мюзикла «Хор».
- Эмма Росс — героиня сериала «Джесси» на канале Дисней.
- Эмма Свон — героиня американского телесериала «Однажды в сказке».
- Эмма Фрост — вымышленный персонаж, появляющийся во Вселенной Marvel.
- Эмма Цунц — героиня одноимённого рассказа Хорхе Луиса Борхеса (1948).